# Aleksandr Belov
Aleksandr Belov (en rus: Александр Александрович Белов; nascut el 9 de novembre de 1951 a Leningrad, URSS i mort el 3 d'octubre de 1978 a Sant Petersburg, URSS) va ser un jugador soviètic de bàsquet.
Va aconseguir set medalles en competicions internacionals amb la Unió Soviètica, entre elles la medalla d'or en els Jocs Olímpics de Múnic, anotant en la final la famosa cistella del triomf davant la selecció dels Estats Units.Belov va morir d'un càncer molt rar (angiosarcoma) l'any 1978, a l'edat de 26 anys.
Va ingressar al Saló de la Fama de la FIBA l'any 2007.

## Trajectòria
- 1966-1978 Spartak Leningrad

## Palmarès

### Selecció nacional
- Medalla d'or dels Jocs Olímpics de Múnic
- Medalla de bronze dels Jocs Olímpics de Mont-Real
- Medalla d'or del Campionat del món de bàsquet del 1974 a Puerto Rico
- Medalla d'or del Campionat del món de bàsquet del 1969 a Itàlia
- Medalla d'or del Campionat del món de bàsquet del 1971 a Alemanya de l'Oest